# Jhabrera
Jhabrera là một thị xã và là một nagar panchayat của quận Hardwar thuộc bang Uttaranchal, Ấn Độ.

## Nhân khẩu
Theo điều tra dân số năm 2001 của Ấn Độ, Jhabrera có dân số 9378 người. Phái nam chiếm 53% tổng số dân và phái nữ chiếm 47%. Jhabrera có tỷ lệ 57% biết đọc biết viết, thấp hơn tỷ lệ trung bình toàn quốc là 59,5%: tỷ lệ cho phái nam là 65%, và tỷ lệ cho phái nữ là 48%. Tại Jhabrera, 18% dân số nhỏ hơn 6 tuổi.